# Nikara
Nikara (fl. XVII-XVI secolo a.C.) è stato un faraone della XVI dinastia egizia.
Come per tutti gli altri sovrani inseriti in questa dinastia l'unico supporto alla conferma della loro esistenza viene dai reperti archeologici, principalmente scarabei e sigilli a rullo.
Proprio la mancanza di qualsiasi citazione nelle principali liste reali impedisce ogni tentativo di ordinamento cronologico di questi sovrani che furono, con molto probabilità, governanti locali soggetti a relazioni di vassallaggio nei confronti dei regnanti della XV dinastia (grandi hyksos)
| N5 · n | D28 |

| N5 · n | D28 |

| N5 · n | D28 |

| N5 · n | D28 |

n k3 rˁ - Nikara, Colui che appartiene al Ka di Ra

Il nome di questo sovrano è stato rinvenuto su uno scarabeo

## Cronologia
| Periodo                    | Dinastia | periodo di regno                            |
| Secondo periodo intermedio | XVI      | tra il 1620 a.C. e il 1540 a.C. (± 50 anni) |

| predecessore (ordine alfabetico): Nebuserra |  | successore (ordine alfabetico): Sekhaenra Yakebmu |

| Dinastie contemporanee | Capitale |
| XV                     | Avaris   |
| XVII                   | Tebe     |